# Sturisoma
Sturisoma (Стурізома) — рід риб триби Harttiini з підродини Loricariinae родини Лорікарієві ряду сомоподібні. Має 15 видів. Наукова назва походить від німецького слова sturio, тобто «осетер», та грецького слова soma — «тіло».

## Опис
Загальна довжина представників цього роду коливається від 12,6 до 28 см. Голова витягнута, сплощена зверху. Ніс довгий. Очі середнього розміру. Усім цим нагадує осетрових. З боків голови у самців присутні збільшені одонтоди (шкіряні зубчики). Рот невеличкий. Тулуб короткий і стрункий. Хвостове стебло довге, голкоподібне. Спинний плавець дуже високий, з короткою основою, серпоподібний. Жировий плавець відсутній. Грудні плавці довгі, серпоподібні. Черевні плавці невеличкі, широкі, кінчики округлі або зрізані. Анальний плавець витягнутий донизу, з короткою основою. Хвостовий плавець розділений, кінчики лопатей являють собою довгі промені-нитки.
Забарвлення сіре, піщане, темно-коричневе, уздовж бічної лінії через ока до носа проходить темна контрастна широка лінія.

## Спосіб життя
Це демерсальні риби. Населяють заболочені ділянки з заростями пістії, ейхорнії або осоки. Деякі види можуть зустрічатися у швидкоплинних невеликих річках з кам'янистим дном. Ведуть денний спосіб життя. Велику частину часу «висять» на листі рослин або стеблах очерету. Живляться водоростями, які зішкрібають з листя та коренів плаваючих рослин, а також детритом.
Самиця відкладає кладку ікри на відкрите каміння.

## Розповсюдження
Мешкають у басейнах річок Амазонка, Магдалена, Парагвай, Парана, Уругвай, Іка, Туіра, Рупунуні, Укаялі, Ла Плата, Мета і озері Маракайбо — від Панами до Бразилії.

## Тримання в акваріумі
Необхідні акваріуми заввишки 60-70 см, ємністю від 150—200 літрів. На дно насипають дрібний пісок сірого або білого кольору. Уздовж задньої стіни висаджують рослини з довгим стеблом або очерет. Як декорації і додаткову підгодівлю в акваріумі розміщують кілька корчів.
Неагресивні риби. Утримувати краще групою від 5-7 особин. Сусідами можуть стати неагресивні рибки невеликого розміру — тетра, неон, сомики-корідораси. Пошкребти корчі і перекусити живим харчем або таблетками для рослиноїдних сомів, опускаються на дно. Годують риб шматочками свіжих овочів, таблетками або чіпсами, що містять спіруліну. 20-30 % від раціону має становити живий харч. З технічних засобів знадобиться внутрішній фільтр середньої потужності для створення помірної течії, компресор. Температура тримання повинна становити 24-27 °C.

## Види
- Sturisoma barbatum
- Sturisoma brevirostre
- Sturisoma caquetae
- Sturisoma graffini
- Sturisoma guentheri
- Sturisoma lyra
- Sturisoma monopelte
- Sturisoma nigrirostrum
- Sturisoma reisi
- Sturisoma robustum
- Sturisoma rostratum
- Sturisoma tenuirostre